# Hataraku Saibō
Hataraku Saibō (はたらく細胞) é um manga escrito e ilustrado por Akane Shimizu. Apresenta as células antropomorfizadas de um corpo humano, com os dois principais protagonistas sendo um Globulos vermelho e um Neutrófilo que ela encontra frequentemente. O mangá foi publicado na revista mensal Shōnen Sirius da Kodansha em março de 2015. É licenciado na América do Norte pela Kodansha. Uma adaptação para Anime da série de televisão de David Production estreou de 8 de julho a 29 de setembro de 2018. Atualmente possui 2 temporadas.

## Enredo
A história se passa dentro do corpo humano, onde trilhões de células antropomórficas fazem seu trabalho para manter o corpo saudável. A série se concentra principalmente em duas dessas células; um glóbulo vermelho novato, AE3803, que frequentemente se perde durante as entregas, e um implacável glóbulo branco, U-1146, que luta contra quaisquer germes que invadem o corpo.

## Personagens

### Células Corporais
Eritrócito/Glóbulo Vermelho (AE3803)
Um glóbulo vermelho que acabou de começar seu trabalho, fornecendo oxigênio, dióxido de carbono e diferentes nutrientes em todo o corpo. Ela conhece Neutrófilo quando ele a salva de uma bactéria pneumocócica atacante. Ela é desajeitada e se perde com frequência, mas está determinada a ter o melhor desempenho possível. Mais tarde, é revelado que ela encontrou o Neutrófilo pela primeira vez quando eles eram mais jovens, depois que ele a salvou de uma bactéria.
Neutrófilo/Glóbulo Branco (U-1146)
Um tipo de glóbulo branco, cujo trabalho é matar patógenos que infectam o corpo. Apesar de sua ocupação implacável, ele é de fala mansa e gentil. Quando ele ainda estava na medula óssea, ele salvou a AE3803 de uma bactéria depois que ela se perdeu em um exercício de treinamento.
Célula T Citotóxica
Um tipo de glóbulo branco que reconhece e mata várias substâncias estranhas e células não saudáveis. Ele é agressivo, arrogante e desordeiro, tendo prazer em abater patógenos e células não saudáveis. Ele olha com maus olhos para os glóbulos brancos que formam relações com outras células, como a estreita amizade do Neutrófilo com os glóbulos vermelhos. Ele é sargento das células T e é um professor severo para seus alunos, as células T virgens. Ele tem relações negativas com a Célula T Auxiliar e a Célula NK, sendo a primeira sua superior na Divisão Killer T. Em sua juventude, ele era considerado fraco como o resto das células T jovens, sendo capaz de sobreviver e concluir o treinamento com a ajuda da Célula T auxiliar, que pelo menos o tornou mais forte.
Macrófago/Monócito
Um tipo de glóbulo branco. Elas aparecem como lindas criadas em vestidos grandes, armadas com uma variedade de armas grandes para combater vários patógenos invasores, e muitas vezes são mostradas sorrindo alegremente mesmo no meio do combate. Enquanto está dentro dos vasos sanguíneos, elas assumem o papel de monócitos e usam roupas de proteção contra materiais perigosos sobre seus vestidos.
Plaquetas
Um tipo de célula responsável pela reconstrução do corpo após várias lesões. Elas são retratados como crianças, devido ao seu pequeno tamanho de célula, e atuam como equipe de construção e reparo dentro do corpo. Uma plaqueta serve como líder e ela é destaque no anime.(lembrando que as plaquetas são destruidas e renovadas de 8 a 10 dias...
Célula T Auxiliar
Um tipo de célula T que determina a estratégia e os cursos de ação para lidar com invasores externos. Ele é o principal comandante das células T e tem uma disposição intelectual e suave, colocando-o em grande desacordo com o áspero e duro Célula T Citotóxica, apesar de ter passado por um treinamento com células T junto com ele.
Célula T Reguladora
Um tipo de célula T que medeia e regula a função correta e a magnitude das respostas imunológicas. Ela geralmente atua como secretária da Célula T Auxiliar, embora seja capaz de lutar quando necessário. Ela passou pelo treinamento de células T ao lado de Célula T Citotóxica e Célula T Auxiliar.
Célula T Virgem
Uma célula T iniciante que está com muito medo de combater microorganismos invasivos, até que a Célula Dendrítica o ajude a se transformar em Célula T Efetiva. Ele e sua classe são os estudantes da Célula T Citotóxica, de quem recebem tratamento severo e treinamento austero.
Célula T Efetiva
Uma célula T virgem transformada em uma célula T grande, muscular e poderosa.
Eosinófilo
Um tipo de glóbulo branco que conhece o Neutrófilo desde que cresceram na mesma medula óssea. Ela se sente inferior às outras células imunológicas por causa de sua incapacidade de combater bactérias e vírus, mas mostra seu verdadeiro valor matando um verme parasita quando as outras células não conseguiam. Ela usa um bidente como sua arma.
Célula Dendrítica
Representado como um mensageiro vestido de verde estacionado dentro de um call center semelhante a uma árvore. Ele pode estimular células T virgens e transformá-las em células T efetoras. Ele é dono de uma câmera que sempre usa para tirar fotos de eventos que considera importantes e as armazena em álbuns de fotos, algumas das quais são fontes de vergonha e humilhação para as outras células.
Célula de Memória
Uma célula paranóica e neurótica, cujo trabalho é lembrar infecções e alergias passadas, para que o sistema imunológico possa estar pronto para elas. No entanto, ele é descuidado e é difícil para ele resolver suas memórias, muitas vezes entrando em pânico e gritando sempre que ocorre um desastre.
Mastócito
Uma célula cujo trabalho é monitorar e liberar histaminas em resposta a reações alérgicas e inflamatórias. Ela sempre segue as instruções do livro, independentemente das situações, e é impopular devido à sua falta de consideração sobre o que suas ações fazem com as outras células.
Glóbulo Vermelho Veterana (AA5100)
Uma glóbulo vermelho mais esperiente que às vezes orienta e ensina AE3803 sobre como desempenhar adequadamente sua ocupação.
Glóbulo Vermelho Novata (NT4201)
Uma glóbulo vermelho jovem, mas muito séria, que se torna aluna de AE3803.
Célula B
Um glóbulo branco que carrega uma arma que atira anticorpos. Ele costuma ficar aborrecido e com ciúmes por não receber tanto crédito quanto as células T citotóxicas. Ele também tem uma relação antagônica com a Mastócito, pois suas funções combinadas causam apenas desastres graves para as outras células.
Basófilo
Um personagem misterioso e poético cuja ocupação real é desconhecida, aparecendo durante uma infecção de origem alimentar para fazer comentários enigmáticos sobre os eventos desastrosos que se desenrolam.
Célula NK
Ela patrulha todo o corpo em busca de vírus, bactérias e células anormais, com sua arma sendo um facão. Ela tem um comportamento presunçoso, é um pouco condescendente com outras células e seu relacionamento com o Célula T Citotóxica é semelhante ao de uma intensa rivalidade entre irmãos.
Célula cancerígena
Uma célula comum que nasceu com uma séria mutação devido a um erro genético. Os glóbulos brancos tentaram eliminá-lo devido ao perigo potencial que representava, mas conseguiu escapar e começou a se multiplicar maciçamente e roubar nutrientes para se espalhar pelo corpo e formar uma metástase. Felizmente, seu plano foi descoberto a tempo pelos glóbulos brancos e pode ser detido e eliminado.

### Células Não-Corporais
Pneumococo
Bactérias cujo objetivo é alcançar as vias aéreas para formar uma infecção conhecida como pneumonia. Aparecem com frequência e não se importam em atacar os glóbulos vermelhos para lhes roubar os nutrientes que carregam, embora sejam geralmente derrotados pelos glóbulos brancos.
Staphylococcus aureus
Bactéria estafilococo de aparência feminina e dourada que pode causar várias doenças. Ela entrou no corpo humano através de uma ferida liderando um exército inteiro de várias bactérias. Embora ela soubesse muito sobre os glóbulos brancos, ela finalmente foi derrotada por eles porque as plaquetas fecharam a ferida que ela acessava e, portanto, não podiam pedir reforços para continuar lutando.
Campylobacter
Uma das muitas bactérias que freqüentemente infectam o corpo. Parece representado como um monstro retorcido e semelhante em um extremo a um tubarão.
Streptococcus pyogenes
Uma das muitas bactérias que freqüentemente infectam o corpo. Essa bactéria estreptococo aparece representada como um ser humanoide com um grande apêndice semelhante a uma cadeia de lâminas.
Vírus da gripe A
Uma família muito mais poderosa e temível do vírus da gripe. As células infectadas por ele não podem ser derrotadas pela maioria dos glóbulos brancos, por isso representa uma grande ameaça.
Vírus da gripe B
Também chamado vírus influenza. Um vírus que infecta as células e as torna hostis, causando efeitos como aumento da temperatura, desconforto e espirros no processo. É mostrado como um organismo abstrato, semelhante a uma esfera vermelha com saliências que é colocada nas cabeças das células, transformando-as em "zumbis".
Vibrio parahemolyticus
Grande vibrião (um tipo de bactéria) de origem marinha presente em mariscos e capaz de causar gastroenterite. Vários deles atravessaram a parede do estômago, mas foram ser derrotados por neutrófilos.
Anisakis
Um verme parasita de origem marinha que pode ser encontrado na carne de peixe. Parece representado como um ser gigante (no ponto de vista de uma célula), branco e alongado, sendo semelhante a uma moréia. Ele penetrou na parede do estômago, causando dor e náusea e provando ser um oponente muito difícil para os neutrófilos, mas foi derrotado pela Eosinófilo.
Pólen de cedro-do-japão
Alérgeno do cedro japonês que entra no corpo a cada primavera pelas vias aéreas. Embora termine ali acidentalmente, os glóbulos brancos devem matá-lo porque causa reações alérgicas, por isso é problemático. É representada como uma grande massa amarela vagamente humanóide que só sabe dizer "cedro".
Pseudomonas
Bactéria oportunista capaz de causar várias infecções. Parece representado como um monstro esverdeado com tentáculos e um único olho enorme. Muitas vezes pode ser visto entre outras bactérias. Um deles atacou os protagonistas na medula óssea quando eram apenas um eritroblasto e um mielócito.

## Mídia

### Mangá
O mangá foi lançado na revista shōnen de Kodansha, Monthly Shōnen Sirius, em 26 de janeiro de 2015. Kodansha reuniu o mangá em cinco volumes de tankōbon Desde agosto de  2017.
A Kodansha USA anunciou que licenciou o Cells at Work! na América do Norte em 21 de março de 2016. O mangá também foi licenciado em Taiwan pela Tong Li Publishing . A Kodansha USA também anunciou que licenciou o Cells at Work! Código Preto. A Kodansha USA também licenciou três outros spinoffs, Cells at Work !: Bacteria!, Células no Trabalho !: Plaquetas! e células no trabalho !: Baby! .
No dia 26 de dezembro de 2020, a edição de fevereiro 2021 da Monthly Shonen Sirius (Kodansha) revelou que Hataraku Saibou (Cells at Work!) irá terminar na próxima edição da revista, a qual será lançada a 26 de janeiro. O capítulo final centrar-se-á na doença do novo coronavírus (COVID-19).

### Spin-offs
O mangá recebeu um spin-off na edição de maio de 2017 da Nakayoshi chamado Cells at Work !: Bacteria! ( はたらく細菌  ; "Bacteria at Work") por Haruyuki Yoshida, que acompanha a vida de bactérias boas e más nos intestinos. Em 3 de junho de 2020, foi anunciado que Cells at Work !: Bacteria! terminaria em 3 de julho de 2020.
Outro spin-off, intitulado Cells NOT at Work! ( はたらかない細胞  ; "Cells That Don't Work"), de Moe Sugimoto, sobre glóbulos vermelhos imaturos ( eritroblastos ) que não querem funcionar, foi lançada na edição de setembro de 2017 da Monthly Shōnen Sirius .
O mangá recebeu outro spin-off intitulado Cells at Work! Code Black (はたらく細胞BLACK) Cells at Work! Code Black (はたらく細胞BLACK) , ambientado em um ambiente " negro " de um corpo humano sofrendo de um estilo de vida pouco saudável, que é executado na manhã semanal desde 7 de junho de 2018. É escrito por Shigemitsu Harada, com ilustrações de Issei Hatsuyoshi e supervisão de Shimizu.
O mangá recebeu outro spin-off intitulado Cells at Work and Friends! ( はたらく細胞フレンド  ; "Células em ação! Amigo "), que gira em torno de uma célula T assassina que normalmente é rígida consigo mesma e com os outros, mas quer se divertir durante seu tempo livre. Ele também quer fazer amigos, mas não quer arruinar sua reputação. A série começou a ser exibida no Bessatsu Friend em 12 de janeiro de 2019. É escrito por Kanna Kurono e ilustrado por Mio Izumi.
Outra série spin-off com foco nos personagens de plaquetas, intitulada Cells at Work!: Platelets! (はたらく血小板ちゃん, Platelets at Work) ( は た ら く 血小板 ち ゃ ん, Platelets at Work ) escrito por Kanna Kurono e ilustrado por Mio Izumi, começou a serialização na edição de junho do Monthly Shōnen Sirius que foi lançado em 25 de maio de 2019.
Outra série spin-off focalizando células dentro do corpo de um bebê de 40 semanas desde a concepção e perto do parto, com as células não sabendo de nada, intitulada Cells at Work!: Baby! (はたらく細胞ＢＡＢＹ)  ilustrado por Yasuhiro Fukuda, foi lançado na 45ª edição da Weekly Morning em 17 de outubro de 2019.
Outra série spin-off com foco nas células do corpo de uma mulher adulta, intitulada Cells at Work!: Lady! (はたらく細胞ＬＡＤＹ)  escrito por Harada e ilustrado por Akari Otokawa, foi lançado na edição de março da Monthly Morning Two em 22 de janeiro de 2020.

### Anime
Uma adaptação da série de anime para televisão foi anunciada em janeiro de 2018. É dirigido por Kenichi Suzuki e animado por David Production, com roteiros escritos por Suzuki e Yūko Kakihara e design de personagens de Takahiko Yoshida. A música da série é composta por Kenichiro Suehiro e MAYUKO . A série de anime estreou em 8 de julho de 2018 no Tokyo MX e outros canais. A série teve 13 episódios. A Aniplex of America licenciou a série na América do Norte e transmitiu simultaneamente no Crunchyroll . A Madman Entertainment transmitiu simultaneamente a Austrália e Nova Zelândia no AnimeLab, enquanto o Animax Asia transmitiu simultaneamente a série para a região do Sudeste Asiático . MVM Entertainment adquiriu a série para distribuição no Reino Unido e Irlanda. O tema de abertura é "Mission! Health Comes First" (ミッション！ 健・康・第・イチ, Mission! Ken - Kō - Dai - Ichi) "Mission! Health Comes First" (ミッション！ 健・康・第・イチ, Mission! Ken - Kō - Dai - Ichi) Ken - Kō - Dai - Ichi ) por Kana Hanazawa, Tomoaki Maeno, Daisuke Ono e Kikuko Inoue em japonês e Cherami Leigh, Billy Kametz, Robbie Daymond e Laura Post em inglês, enquanto o tema de encerramento é " CheerS "por ClariS . Um episódio especial estreou em 27 de dezembro de 2018. A Aniplex of America lançou a versão em inglês em 27 de agosto de 2019.
Em 23 de março de 2019, a conta oficial do Twitter anunciou que a série receberá uma segunda temporada. A temporada vai estrear em janeiro de 2021. A equipe principal da David Production está voltando para a produção da segunda temporada, com exceção do diretor Kenichi Suzuki sendo substituído pelo diretor Hirofumi Ogura.
Em abril de 2020, a 20ª edição da revista Morning revelou que uma adaptação de Cells at Work! Code Black iria ao ar em janeiro de 2021. A série está sendo dirigida por Hideyo Yamamoto com composição da série por Hayashi Mori. Yugo Kanno está compondo a música, Eiji Akibo está projetando os personagens para animação e a Liden Films está produzindo a série.

## Recepção
Rebecca Silverman, da Anime News Network, destacou o aspecto educacional do mangá, apesar das falhas na apresentação das informações, e, no final das contas, achou o mangá divertido com personagens agradáveis. Sean Gaffney, do A Case Suitable for Treatment, chamou-o de "mangá de ação shōnen muito divertido", elogiando o absurdo e o humor do mangá. Ian Wolf, do Anime UK News, deu ao lançamento britânico do Blu-ray do anime uma pontuação de 9 em 10 e descreveu o programa como o mais sangrento da televisão, porque muitos dos personagens são células sanguíneas e, portanto, significa que contém mais sangue do que programas que retratam muita violência.
O guia Kono Manga ga Sugoi! de 2016 listou o mangá como o sétimo melhor mangá para leitores homens. Paul Gravett incluiu o mangá em sua lista dos "22 melhores quadrinhos, graphic novels e mangás" de outubro de 2016. Em julho de 2017, o mangá tinha mais de 1,3 milhões de cópias impressas; teve mais de 1,5 milhões de cópias impressas em janeiro de 2018.
O Dr. Satoru Otsuka, pesquisador de pós-doutorado no departamento de neuro-oncologia molecular da Faculdade de Medicina da Universidade Emory, em Atlanta, Geórgia, elogiou a representação das células cancerígenas durante o sétimo episódio da série. Os professores de biologia de uma escola secundária afiliada à Universidade do Sudoeste da China ficaram tão impressionados com a precisão da série que a atribuíram como tarefa de casa aos seus alunos.